# 앨로우 엔터테인먼트
앨로이 엔터테인먼트(Alloy Entertainment)는 워너 브라더스 텔레비전 스튜디오의 자회사로 책 표지와 TV를 제작하는 부서이며, 1년에 약 30권 정도를 출판한다. 책은 40개의 언어로 출판되며, 이 회사는 여러 TV 쇼와 영화를 제작하거나 공동 제작한다.